# 奥村信房
奥村 信房（おくむら のぶふさ、生没年不詳）とは、江戸時代の浮世絵師。

## 来歴
奥村政信の門人で作画期は正徳から享保のはじめ頃にかけてとされ、墨摺絵などを描いているが、詳しい閲歴については不明。

## 作品
- 「大清朝人」　大々判紅絵　ボストン美術館所蔵
- 「さつき」　横大判墨摺絵　ベルリン東洋美術館所蔵
- 「長よう」　横大判墨摺絵